# Zhao Luorui
Zhao Luoruí, conocida también como Lucy Chao, (9 de mayo de 1912-1 de enero de 1998) fue una poetisa y traductora china.
En idioma chino, su nombre se escribe 赵萝蕤 (/zhào luó ruí/).
Pasó su infancia en Suzhou, estudió en la Universidad de Pekín, en 1948 se doctoró en la Universidad de Chicago, y regresó a la Universidad de Pekín para impartir inglés y literatura estadounidense. Estuvo casada con el poeta y arqueólogo Chen Mengjia (1911-1966), quien se suicidó después de la denuncia y persecución de la Revolución Cultural.

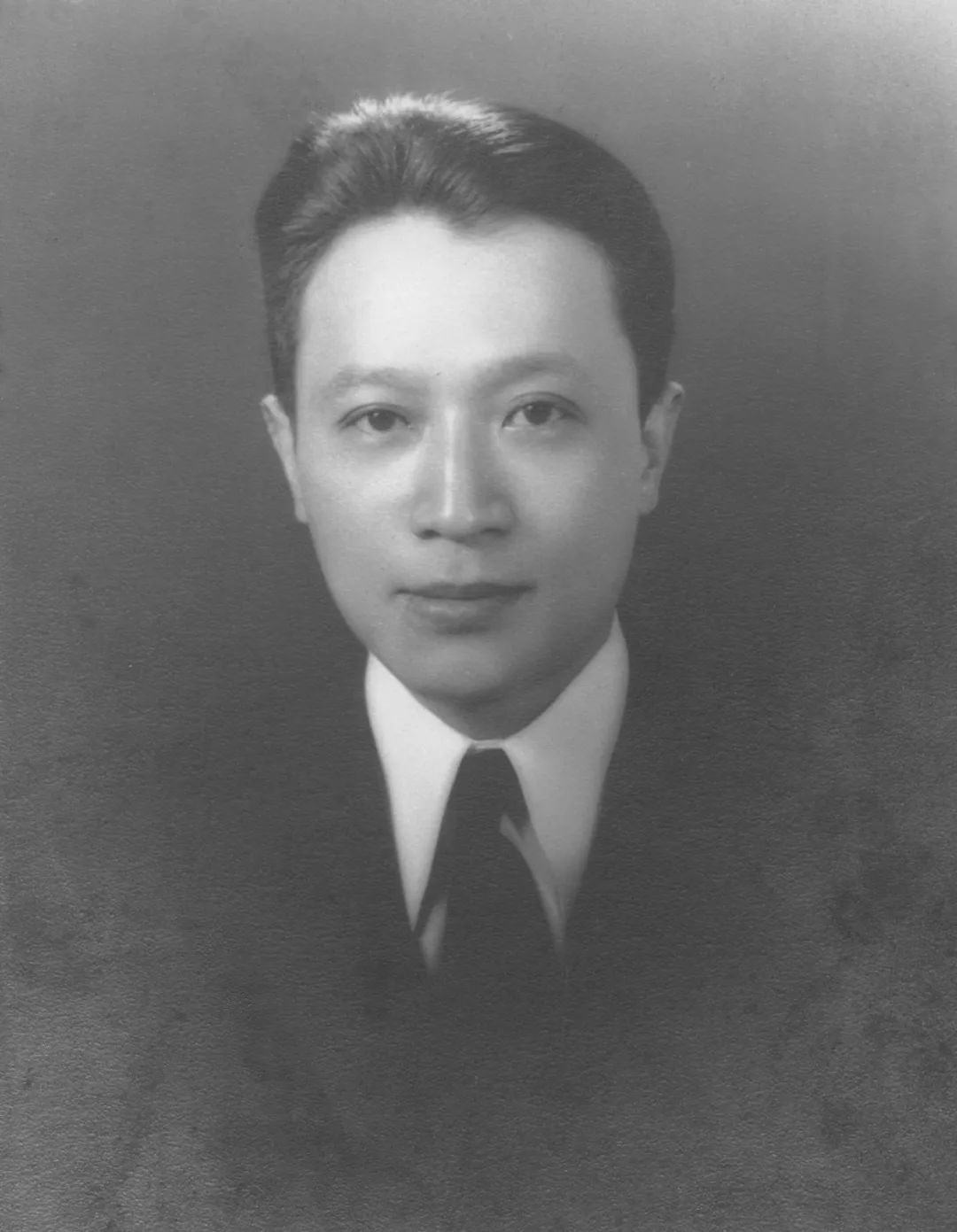
El arqueólogo Chen Mengjia (1911-1966) fue esposo de Luoruí.

Su trabajo más importante fue sin duda la traducción al chino de obras clásicas como La tierra baldía de T. S. Eliot (1937), The Song of Hiawatha de Henry Wadsworth Longfellow u Hojas de hierba de Walt Whitman (1991). Fue coeditora de la primera Historia de la literatura europea (1979) en chino.